# Бахори (Республика Сербская)
Бахори (серб. Бахори / Bahori) — село в общине Гацко Республики Сербской Боснии и Герцеговины. Население составляет 20 человек по переписи 2013 года.